# Pjotr Volkonskij

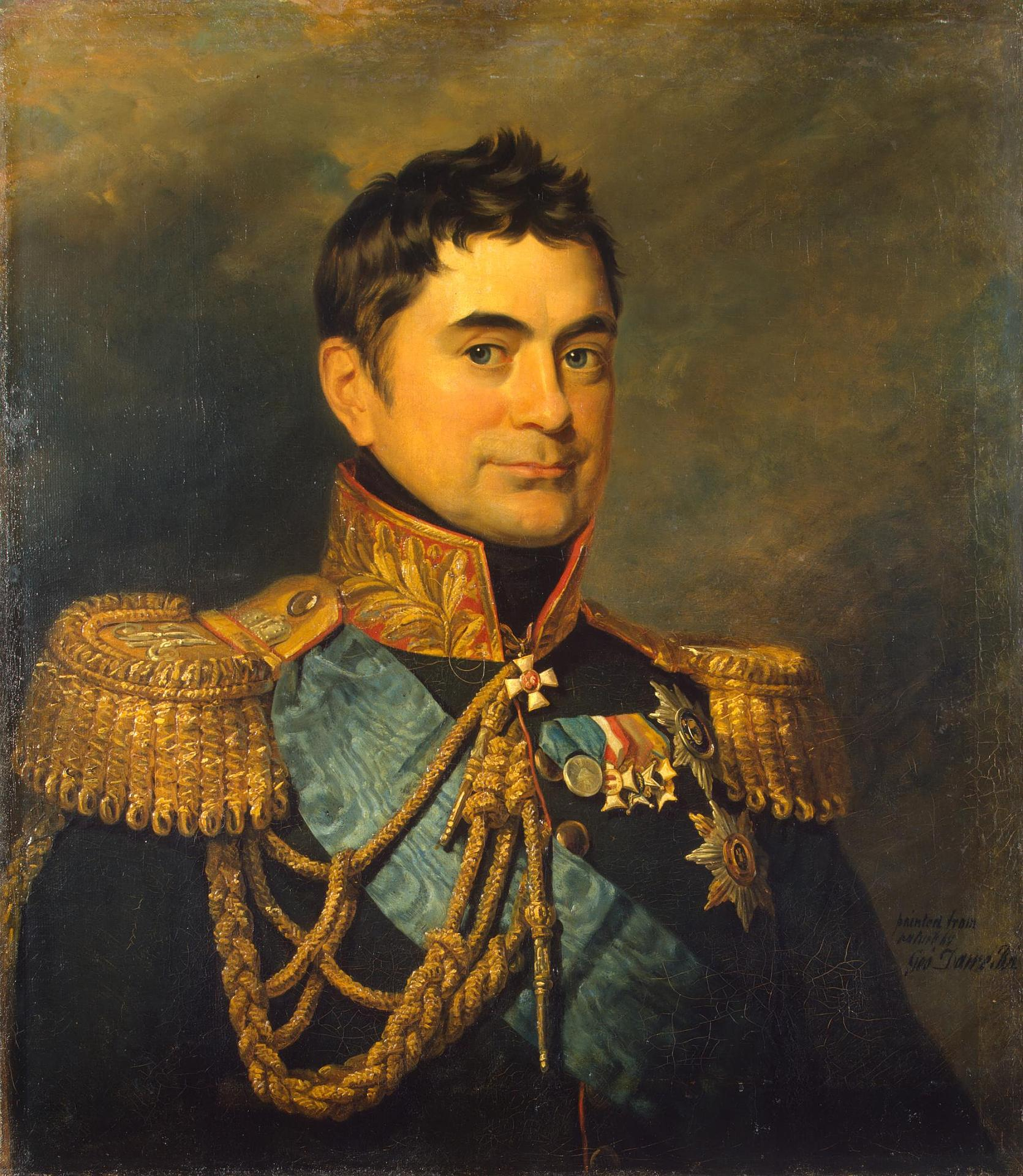
Pjotr Volkonskij

Pjotr Michailovitj Volkonskij (ryska: Пётр Михайлович Волконский), född 6 maj (gamla stilen: 25 april) 1776 i Sankt Petersburg, död där 8 september (gamla stilen: 27 augusti) 1852, var en rysk furste och fältmarskalk.
Volkonskij blev 1793 underlöjtnant vid Semjonovska gardesregementet samt ej långt därefter tronföljaren Alexanders adjutant och för livstiden snart sagt oskiljaktige vän. År 1800 var han redan generalmajor. Volkonskij, som 1801 var med i sammansvärjningen mot tsar Paul I, deltog i 1805 och 1807 års krig mot fransmännen, utnämndes 1810 till chef för kejserliga generalstaben, kommenderade 1813 de allierades armé vid Dresden och blev 1817 general av infanteriet. Tsar Nikolaus I utnämnde honom till ministär för kejserliga huset (1826), ordenskansler (1842) och generalfältmarskalk (1850).

## Utmärkelser
- Riddare av Sankt Alexander Nevskij-orden
- Sachsen-Ernestinska husorden
- Hessiska Ludvigsorden
- Vita falkens orden
- Zähringer Löwenorden
- Badiska husorden Fidelitas
- Militär-Karl-Friedrich-Verdienstorden
- Württembergska kronorden
- Max-Josefsorden
- Nederländska Lejonorden
- Kungliga Serafimerorden
- Sankt Ludvigsorden
- Annunziataorden
- Elefantorden
- Helgeandsorden
- Bathorden
- Guelferorden
- Kungliga Svärdsorden
- Sankt Mauritius och Sankt Lazarusorden
- Sankt Hubertusorden
- Röda örns orden
- Sankt Annas orden, tredje klass
- Sankt Stanislausorden, första klassen
- Sankt Vladimirs orden, andra klassen
- Sankt Annas orden, andra klass
- Svarta örns orden
- Sankt Annas orden, första klass
- Vita örnens orden
- Rutkroneorden
- Sankt Vladimirs orden, första klassen
- Georgsorden, tredje klass
- Sankt Stefansorden
- Leopoldsorden
- Andreasorden
- Maria-Teresiaorden
- Sankt Johannes av Jerusalems orden
- Sankt Alexander Nevskij-orden
- Sankt Ferdinands Förtjänstorden

[Redigera Wikidata]